# Ханна Монтана и Майли Сайрус: Концертный тур «Две жизни»
«Ханна Монтана и Майли Сайрус: Концертный тур „Две жизни“» (англ. Hannah Montana & Miley Cyrus: Best of Both Worlds Concert) — американский концертный комедийный фильм 2008 года студии Walt Disney Pictures. Релиз состоялся в США и Канаде за неделю, 1-7 февраля 2008 года. , в других странах позднее. Режиссёром стал Брюс Хендрикс, продюсером — Арт Репола.
Мировая телепремьера на Disney Channel состоялась 20 июля 2008. Количество зрителей составило 5.9 миллионов.

## Национальные сборы
- 3D-фильм собрал $8 651 758 в первый день, в конце уик-энда — $31 117 834, это сделало его самым кассовым среди фильмов, показанных менее чем в 1000 кинотеатрах.[4] В следующий понедельник сборы возросли на $3 253 205. Среди фильмов, показанных менее чем в 1000 театров, он занял 2 место, уступив фильму «Борат: культурные исследования Америки в пользу славного государства Казахстан». «Ханна» собрала $8,6 млн на 683 экранах, а «Борат» — $9,2 млн на 837 экранах.[5][6][7] Из-за большого спроса Дисней расширил показ фильма.[2] 14 марта 2008 начался показ в Великобритании; он собрал £242 167 в первый уик-энд и занял в чартах 9 место, где оставался неделю. В среднем фильм заработал $45 561 на кинотеатр за уик-энд в Северной Америке.

## Список треков

### Открывающие титры
1. «We Got the Party»

### Ханна Монтана
1. «Rock Star»
2. «Life’s What You Make It»
3. «Just Like You»
4. «Nobody’s Perfect»
5. «Pumpin' Up the Party»
6. «I Got Nerve»
7. «We Got The Party» (с группой Jonas Brothers)

### Jonas Brothers
1. «When You Look Me in the Eyes»
2. «Year 3000»

### Майли Сайрус
1. «Start All Over»
2. «See You Again»
3. «Let’s Dance»
4. «Right Here»
5. «I Miss You»
6. «G.N.O. (Girl’s Night Out)»
7. «The Best of Both Worlds»

### Титры в конце
1. «If We Were A Movie»

### Бонусные выступления (DVD)
1. «SOS» (Jonas Brothers)
2. «Good and Broken» (Майли Сайрус)

## Релиз

### Альбом
- Альбом студии Walt Disney Records (не путать с официальным саундтреком сериала) вышел 11 марта 2008. Альбом был записан во время тура Best of Both Worlds, но на другом концерте.

### В США
- DVD в обоих форматах вышел в Америке 19 августа. Extended Edition из двух дисков содержит 82-минутную нарезку в 2-D и 3-D форматах. Бонус — закадровые съемки Майли Сайрус, Билли Рэя Сайруса и Jonas Brothers; пение хором и «полное погружение в концерт с возможностью просмотра через 3-D». По причине успешного театрального эффекта, диск продавался только в течение ограниченного времени. DVD и Blu-ray вышли в Великобритании 3 ноября 2008, а в Австралии — 8 октября.

### Телевидение
- Премьера фильма «Hannah Montana & Miley Cyrus: Best of Both World Concert» состоялась 26 июля 2008, количество зрителей составило 5,9 миллионов.
- В субботу, 3 июля 2010 состоялась премьера на «Disney Channel Latin America» под названием «¡Canta Montana!» («Пой, Монтана!»).
- «Hannah Montana & Miley Cyrus: Best of Both World Concert» вышел на канале ТВ3 1 января 2011 в Эстонии как «Hanna Montana ja Miley Cyrus : Parimad lood» («Ханна Монтана и Майли Сайрус: Лучшее из двух миров»)